# Ністеталь
Ністеталь (нім. Niestetal) — сільська громада в Німеччині, знаходиться в землі Гессен. Підпорядковується адміністративному округу Кассель. Входить до складу району Кассель.
Площа — 22,15 км2. Населення становить 11 241 ос. (станом на 31 грудня 2020).